# الدائرة الانتخابية 6 بجاية
الدائرة الانتخابية 6 بجاية هي واحدة من بين 48 دائرة انتخابية جزائرية إلى جانب الدوائر الانتخابية للجزائريين في الخارج، تغطي هذه الدائرة كل مساحة ولاية بجاية.

## نتائج الانتخابات الرئاسية
| الانتخابات الرئاسية | 2019 | 2014 | 2009    | 2004 | 1999 |
| نسبة المشاركة %     |      |      | 29,42 % |      |      |
| عدد مكاتب التصويت   |      |      | 1,152   |      |      |
| عدد المسجلين        |      |      | 481,052 |      |      |
| عدد المصوتين        |      |      | 141,525 |      |      |
| الأصوات المعبر عنها |      |      | 123,263 |      |      |
| الأصوات الملغاة     |      |      | 18,262  |      |      |

### نتائج الانتخابات الرئاسية موزعة حسب المترشحين
| النتائج     | عبد العزيز بوتفليقة | علي بن فليس | عبد العزيز بلعيد | لويزة حنون | علي فوزي رباعين | موسى تواتي |
| ----------- | ------------------- | ----------- | ---------------- | ---------- | --------------- | ---------- |
| عدد الأصوات |                     |             |                  |            |                 |            |
| النسبة %    |                     |             |                  |            |                 |            |

| النتائج     | عبد العزيز بوتفليقة | لويزة حنون | موسى تواتي | محمد جهيد يونسي | بلعيد محند أوسعيد | علي فوزي رباعين | المجموع |
| ----------- | ------------------- | ---------- | ---------- | --------------- | ----------------- | --------------- | ------- |
| عدد الأصوات | 99,617              | 14,273     | 2,509      | 2,176           | 2,937             | 1,751           | 123,263 |
| النسبة %    | 80,82               | 11,58      | 2,04       | 1,77            | 2,38              | 1,42            | 100 %   |

## الممثلين

### نواب بجاية في المجلس الشعبي الوطني

#### نواببجايةفي المجلس الشعبي الوطني2017
| الصورة | الاسم         | الانتماء السياسي                   |
| ------ | ------------- | ---------------------------------- |
|        | بوعيش شافع    | جبهة القوى الإشتراكية              |
|        | شباطي رشيد    | جبهة القوى الإشتراكية              |
|        | عبدون نصير    | جبهة القوى الإشتراكية              |
|        | اوصالح نادية  | جبهة القوى الإشتراكية              |
|        | تزرارت خالد   | جبهة المستقبل                      |
|        | كريم بوراي    | جبهة المستقبل                      |
|        | وعلي نورة     | التجمع من أجل الثقافة والديمقراطية |
|        | معزوز عثمان   | التجمع من أجل الثقافة والديمقراطية |
|        | بن ناجي براهم | مترشحين أحرار                      |
|        | إخلف زينة     | حزب التجمع الوطني الجمهوري         |
|        |               |                                    |
|        |               |                                    |
|        |               |                                    |

#### نواب بجاية 2007
| الصورة | الاسم | الانتماء السياسي |
| ------ | ----- | ---------------- |
|        |       |                  |
|        |       |                  |
|        |       |                  |

#### نواب بجاية 2002
| الصورة | الاسم | الانتماء السياسي |
| ------ | ----- | ---------------- |
|        |       |                  |
|        |       |                  |
|        |       |                  |

#### نواببجاية1997
| الصورة | الاسم | الانتماء السياسي |
| ------ | ----- | ---------------- |
|        |       |                  |
|        |       |                  |
|        |       |                  |
|        |       |                  |

### نواب مجلس الأمة
| الصورة | الاسم         | الانتماء السياسي      |
| ------ | ------------- | --------------------- |
|        | بطاش محمد     | جبهة القوى الإشتراكية |
|        | مزياني براهيم | جبهة القوى الإشتراكية |

## روابط خارجية
- السلطة الوطنية المستقلة للانتخابات
- وزارة الداخلية والجماعات المحلية والتهيئة العمرانية